# Dinalaye
Dinalaye est une commune rurale située dans le département de Liptougou de la province de la Gnagna dans la région de l'Est au Burkina Faso.

## Géographie
Dinalaye – commune relativement isolée dans le département – est située à 30 km au Sud-Est de Liptougou.

## Santé et éducation
Dinalaye accueille un centre de santé et de promotion sociale (CSPS).